# Virtue's Last Reward
 (octobre 2017).
Si vous disposez d'ouvrages ou d'articles de référence ou si vous connaissez des sites web de qualité traitant du thème abordé ici, merci de compléter l'article en donnant les références utiles à sa vérifiabilité et en les liant à la section « Notes et références ».
Zero Escape: Virtue's Last Reward (極限脱出ADV 善人シボウデス, Kyokugen Dasshutsu Adobenchā: Zennin Shibō Desu) est un jeu vidéo d'aventure de type visual novel, développé par Chunsoft et sorti d'abord sur Nintendo 3DS et PlayStation Vita en 2012, puis sur PlayStation 4, PlayStation Vita et PC dans Zero Escape: The Nonary Games en 2017. Son scénario a été écrit par Kotaro Uchikoshi, également auteur du célèbre visual novel Ever 17 : The Out of Infinity.
Le jeu est la suite directe de 999: Nine Hours, Nine Persons, Nine Doors sorti sur Nintendo DS en 2010. Il fait partie du genre dénommé « roman vidéoludique » (terme français pour visual novel), très populaire au Japon. Associant beaucoup de dialogues à des phases de point and click, son originalité réside dans la mise en place d'un scénario ayant une vingtaine de fins différentes qui constituent le cœur de l'action du jeu. Sur ce point, il constitue d'ailleurs une application pratique, dans son intrigue-même, de l'expérience du chat de Schrödinger.

## Trame

### Synopsis
Le 25 décembre 2028 (soit un an après les événements de 999), neuf personnes, qui ne semblent a priori ne rien avoir en commun, sont kidnappées et enfermées dans un complexe souterrain aux allures d'abri anti-atomique. Leur ravisseur Zero Sr, qui leur parle uniquement par le biais d'une intelligence artificielle dénommée Zero Jr, les oblige à jouer à un jeu : le Nonary Game: Ambidex Edition. Le mot "nonary" vient du fait que le jeu est fondé dans plusieurs aspects sur le chiffre 9 : la porte de sortie du complexe porte le chiffre 9, elle reste ouverte pendant 9 secondes uniquement (temps d'ouverture et de fermeture non inclus), pour pouvoir ouvrir cette porte, il faut obtenir 9 points sur le bracelet accroché au poignet de chaque joueur et il y a 9 joueurs.

### Règles duNonary Game: Ambidex Edition
Le but du Nonary Game: Ambidex Édition est de quitter le complexe en ouvrant la porte portant un 9 rouge. Pour pouvoir l'ouvrir, on doit obtenir 9 points sur son bracelet, qui en a 3 au départ. Afin d'obtenir ces 9 points (appelés BP pour "Bracelet Points"), les participants doivent aller dans des salles appelées Ambidex Rooms et jouer à l'Ambidex Game (ou AB Game). Cette phase du jeu consiste à voter « Ally » (s'allier) ou « Betray » (trahir) face à son ou ses adversaire(s) (d'où le diminutif "AB Game"). 6 équipes sont "adversaires" deux par deux. Pour chaque paire d'équipes, si les deux votent « Ally », chaque joueur remporte 2 BP ; si l'une vote « Ally » et l'autre « Betray », chaque joueur de la première perd 2 BP et chaque joueur de la seconde en gagne 3, et si les deux équipes votent toutes les deux « Betray », personne ne gagne ni ne perd de point. L'AB Game est ainsi inspiré du Dilemme du prisonnier énoncée par Albert Tucker en 1950.
Pour pouvoir ouvrir les Ambidex Gates, il faut collecter des cartes spéciales obtenues après avoir résolu les énigmes de diverses pièces du complexe souterrain, lesquels sont accessibles en traversant des Chromatic Doors. Ces phases d'énigmes et de puzzles correspondent à la partie point and click du jeu. 
Chaque tour de l'Ambidex Game est donc fait des phases suivantes :
- Les 9 participants traversent trois Chromatic Doors par groupes de trois. Ces groupes doivent être formés de telle sorte que l’association des couleurs des bracelets corresponde à la couleur de la porte traversée. Au premier tour, les couleurs des bracelets sont rouge, vert et bleu, au deuxième tour, magenta, jaune et cyan, et au troisième tour, les paires auront les couleurs du deuxième tour, et les personnes en solo auront les couleurs du premier tour.
- Chaque groupe de trois résout les énigmes d’une pièce, ouvre un coffre et trouve la clé pour sortir ainsi que deux cartes pour ouvrir des Ambidex Gates.
- Une fois qu'une première Ambidex Gate est ouverte, les joueurs disposent de 45 minutes pour voter ; les BP des joueurs sont ensuite modifiés selon les votes et les couleurs des bracelets changent
- les Chromatic Doors suivantes s'ouvrent automatiquement environ 1 h 20 après l’affichage des résultats et un nouveau tour commence

Une fois que les trois premiers tours ont été effectués, l'Ambidex Game peut se répéter indéfiniment jusqu’à ce que quelqu’un ouvre la porte n° 9.
À chaque tour, chaque joueur est soit "solo" soit "pair" : dans le deuxième cas, les joueurs d'une paire de même couleur sont ensemble pour les parties d'énigmes dans des différentes salles et pour l'Ambidex Game.
Les bracelets contiennent du Soporil β (un anesthésiant) et de la tubocurarine (myorelaxant). Le bracelet peut injecter, via de fines aiguilles, le Soporil β puis neuf minutes après la tubocurarine, ce qui provoque un arrêt cardiaque et respiratoire, entraînant ainsi la mort. Un joueur est ainsi "sanctionné" dans les cas suivants :
1. avoir des BP à 0 ou moins
2. ne pas traverser une porte chromatique avant qu'elle ne se ferme ou en traverser une sans respecter les règles correspondantes
3. tenter d’enlever son bracelet par la force ou tente de le casser
4. traverser la porte n° 9 avec moins de 9 BP
5. aucun joueur d’un groupe de trois (qui sont allés dans la même porte chromatique) ne vote à l’Ambidex Game (les trois joueurs sont alors tués)

Le bracelet ne s’enlèvera que dans deux cas :
- si la porte n° 9 est traversée avec 9 points ou plus
- si le bracelet ne détecte plus de battement de cœur

### Personnages
Sigma : Personnage incarné par le joueur, un étudiant ordinaire de 22 ans, enlevé pour participer contre son gré au Nonary Game: Ambidex Edition. Il se comporte la plupart du temps comme un jeune homme sympathique et honnête, même s'il lui arrive parfois de faire des plaisanteries vaseuses. Il se laisse facilement guider par ses émotions, ce qui le place en mauvaise position pour un jeu de confiance et de trahison. Dans l'OVA promotionnelle du jeu, il est doublé par Kōsuke Toriumi dans la version japonaise, et par Troy Baker dans la version anglaise. Il n'est pas doublé dans le jeu lui-même.
Phi : Jeune femme de 20 ans particulièrement posée et réfléchie et personnage le plus énigmatique du jeu. Derrière une façade courtoise, son attitude froide et pragmatique dissimule une vive intelligence. Très rapidement, certaines de ses aptitudes physiques se révèlent exceptionnelles. Elle est doublée par Chiaki Omigawa dans la version japonaise.
Tenmyouji : Un vieil homme de 68 ans ronchon et entêté. Il semble n'être guère patient et n'accorde que difficilement sa confiance au reste du groupe, à l'exception de Quark et de Clover. Il est doublé par Rokurō Naya dans la version japonaise et par J. B. Blanc dans la version anglaise.
Quark : Un jeune garçon de 10 ans gentil et innocent. Sa curiosité enfantine et son énergie débordante ne l'empêchent pas d'être très malin et de pouvoir analyser rapidement la situation. Il est doublé par Rie Kugimiya dans la version japonaise et par Erin Fitzgerald dans la version anglaise.
Alice : Une jeune femme en apparence un peu aguicheuse mais dotée d'une réactivité et d'une intelligence surprenantes. Dès le départ, elle ne cache aucunement qu'elle connaît Clover et qu'elles sont collègues dans un travail mystérieux.
Clover : Jeune fille de 19 ans en apparence frivole et superficielle, déjà apparue dans 999. Elle n'accorde sa confiance qu'à Alice et, mystérieusement, un peu plus tard, à Tenmyouji.
K : Un individu mystérieux prisonnier d'une armure couvrant l'intégralité de son corps. Il est totalement amnésique mais il affiche néanmoins toujours un caractère courtois, poli, calme et respectueux.
Luna : Jeune femme calme et posée, particulièrement aimable et chaleureuse. Elle possède des compétences en médecine qui aideront les autres participants. Malheureusement, sa bonté et sa gentillesse se heurtent trop souvent à la méfiance des autres personnages.
Dio : Jeune homme élégant et beau parleur, qui se montre rapidement acide, égoïste, vulgaire et violent. Il n'hésite pas à accabler les autres participants de maux divers et à semer la zizanie.
Zero Jr : L'interlocuteur des joueurs au début du jeu ayant l'apparence d'un lapin. Créé par le concepteur du Nonary Game, il indique lui-même qu'il est en réalité une intelligence artificielle suffisamment avancée pour pouvoir mener une conversation avec des humains. Particulièrement sarcastique et moqueur, il s'attire très rapidement une grande animosité des personnages.

## Accueil
- Adventure Gamers : 3/5[1]
- Famitsu : 34/40[2]
- IGN : 9,5/10[3]
- Jeuxvideo.com : 18/20[4]